# Окано Масаюкі
Окано Масаюкі (яп. 岡野 雅行, нар. 25 липня 1972, Йокогама) — японський футболіст.

## Виступи за збірну
1995 року дебютував в офіційних матчах у складі національної збірної Японії. Відтоді провів у формі головної команди країни 25 матчів.

## Статистика виступів
| Збірна Японії | Збірна Японії | Збірна Японії |
| Роки          | Ігри          | голи          |
| ------------- | ------------- | ------------- |
| 1995          | 3             | 0             |
| 1996          | 11            | 1             |
| 1997          | 5             | 1             |
| 1998          | 5             | 0             |
| 1999          | 1             | 0             |
| Усього        | 25            | 2             |

## Титули і досягнення
- Клубні:
  - Чемпіон Японії: 2006
  - Володар Кубка Імператора: 2005, 2006
  - Володар Суперкубка Японії: 2006
  - Переможець Ліги чемпіонів АФК: 2007
- Особисті:
  - у символічній збірній Джей-ліги: 1996